# 무함마드 압델 와하브
무함마드 압델 와하브(아랍어: محمد عبد الوهاب, Muḥammad ʿAbd al Wahāb, 1902년 3월 13일 ~ 1991년 5월 4일)는 이집트의 가수이자 작곡가이다. 튀니지의 국가와 아랍에미리트의 국가, 리비아의 국가 작곡에 기여하였다.